# Analista (Antigua Roma)
Un analista (del latín annus, ‘año’, y de ahí annales, ‘anales’) es un tipo de escritor de la historia romana cuyo periodo de actividad literaria fue desde la segunda guerra púnica hasta la época de Sila. Escribieron la historia de Roma desde la época más remota (en la mayoría de los casos) hasta sus propios días, cuyos sucesos eran tratados con mucho mayor detalle.
Desde los periodos más antiguos sus fuentes fueron los registros estatales y familiares, sobre todos los annales maximi (o annales pontificum), la crónica oficial de Roma, en la que los sucesos importantes de cada año desde la fundación de la ciudad eran registrados por el Pontifex Maximus. Aunque estos anales fueron sin duda destruidos en la época del incendio de Roma por los galos, fueron restaurados hasta donde fue posible y continuaron actualizándose hasta el pontificado de Publio Mucio Escévola, quien finalmente los publicó en ochenta libros.
Se han distinguido dos generaciones de estos analistas: una antigua y una nueva. La antigua, que se extiende hasta el 150 a. C., expuso, en un lenguaje crudo y poco atractivo, sin pretensiones de estilo pero con cierta cantidad de fidedignidad, los sucesos más importantes de cada año. Cicerón, comparando estos escritores con los antiguos logógrafos jónicos, dice que no prestaban atención a los adornos, y consideraban que los únicos méritos de un escritor son la inteligibilidad y la concisión. Sus anales eran una mera recopilación de hechos.
La nueva generación, a la vista de las exigencias y críticas del público lector, cultivó el arte de la composición y el embellecimiento retórico. Como regla general los analistas escribieron con un espíritu patriótico acrítico, que les llevó a minimizar o pasar por alto desastres tales como la conquista de Roma por parte de Lars Porsena y el pago obligatorio de rescates a los galos, y a halagar a la gente con versiones exageradas de las proezas romanas, revestidas de un lenguaje extravagante. Al principio escribieron en griego, en parte porque aún no se había formado un estilo nacional, y en parte porque el griego era el idioma de moda entre los eruditos, aunque probablemente también se publicasen versiones latinas.
El primero de los analistas, el padre de la historia romana (como ha sido llamado), fue Quinto Fabio Píctor. Fue contemporáneo suyo Lucio Cincio Alimento, quien floreció durante la guerra contra Aníbal (no debe ser confundido con L. Cincio, autor de varios tratados políticos y anticuarios —de Fastis, de Comitiis, de Priscis Verbis— que vivió en la época de Augusto, a cuyo periodo Mommsen, considerándolas una invención posterior, adscribió los anales griegos de L. Cincio Alimento). Como Fabio Píctor, escribió en griego. Fue hecho prisionero por Aníbal, quien se dice le dio detalles de su paso por los Alpes. Su obra abarcó la historia de Roma desde su fundación hasta sus propios días. Con Catón el Viejo empezó la composición histórica en latín, despertándose un interés más vivo por la historia de Roma.
Entre los principales autores de esta clase que sucedieron a Catón pueden mencionarse los siguientes:
- Lucio Casio Hemina (c. 146), en el cuarto libro de sus anales, escribió sobre la segunda guerra púnica. Sus investigaciones se remontaron a tiempos muy remotos, llamándole Plinio vetustissimus auctor annalium.[3]
- Lucio Calpurnio Pisón, apodado Frugi, escribió siete libros de anales, narrando la historia de la ciudad desde su fundación hasta su propia época. Livio le considera una fuente menos fidedigna que la de Fabio Píctor, y Niebuhr le considera el primero en introducir falsificaciones sistemáticas en la historia romana.
- Quinto Claudio Cuadrigario (c. 80 a. C.) escribió una historia, de al menos veintitrés libros, que comenzaba con la conquista de Roma por los galos y llegaba hasta la muerte de Sila o quizá más adelante. Fue usado libremente por Livio en parte de su obra (desde el libro sexto en adelante). Se conserva un largo fragmento en Aulo Gelio narrando un único combate entre Tito Manlio Torcuato y los galos.[4] Su lenguaje era anticuado y su estilo seco, pero su obra se consideraba importante.
- Publio Valerio Antias, un contemporáneo más joven de Cuadrigario, escribió la historia de Roma desde sus inicios, en una voluminosa obra compuesta por setenta y siete libros. Es famoso por sus deliberadas exageraciones, tanto narrativas como numéricas. Por ejemplo, afirmó que el número de las vírgenes sabinas fue exactamente 527. También, en una época en la que ningún autor griego o latino menciona campaña importante alguna, Antias habla de una gran batalla con enormes bajas. Sin embargo, al principio Livio hizo uso de su obra como una de sus principales fuentes, hasta que se convención de su poca fiabilidad.
- Cayo Licinio Macro (muerto en el año 66), que ha sido llamado el último de los analistas, escribió una voluminosa obra que, aunque prestaba gran atención al estudio de las fuentes, era demasiado retórica, y exageraba los logros de su propia familia. Habiendo sido condenado por extorsión, se suicidó.[5]

Los anteriores autores tratan toda la historia romana, pero algunos analistas se limitaron a periodos más cortos:
- Lucio Celio Antípatro (sobre el 120) se limitó a la segunda guerra púnica. Su obra está sobrecargada de embellecimientos retóricos, que fue el primero en incorporar a la historia romana. Fue considerado el autor más cuidadoso sobre la guerra contra Aníbal, y uno de los que no se permitía ser ciegamente parcial al considerar las evidencias de otros escritores.[6] Livio hizo gran uso de él en su tercera década.
- Sempronio Aselión (c. 100 a. C.), tribuno militar de Publio Cornelio Escipión Emiliano en el asedio a Numancia, compuso el Rerum Gestarum Libri en al menos catorce libros. Dado que él mismo tomó parte de los sucesos que describe, son una especie de memorias. Fue el primero de su clase que procuró hallar las causas de los sucesos, en lugar de contentarse con una simple exposición de los hechos.
- Lucio Cornelio Sisenna (119–67), legado de Pompeyo en la guerra contra los piratas, perdió la vida en una expedición contra Creta. Escribió veintitrés libros sobre el periodo entre la guerra Social y la dictadura de Sila. Su obra fue condenada por Salustio,[7] quien sin embargo se culpa de no hablar lo suficientemente claro. Cicerón resalta su afición por los arcaísmos.[8] Sisena también tradujo las historias de Arístides de Mileto, y algunos le atribuyen la autoría de un comentario sobre Plauto. La autobiografía de Sila también se menciona a veces como obra suya.